# Beravs
Beravs je priimek v Sloveniji, ki ga je po podatkih Statističnega urada Republike Slovenije na dan 1. januarja 2010 uporabljalo 74 oseb in je med vsemi priimki po pogostosti uporabe uvrščen na 5.599. mesto.

## Znani nosilci priimka
- Božidar Beravs (*1948), hokejist
- Franc Beravs (*1939), tekstilni tehnolog
- Janez Beravs (1923—1996), kemik, gospodarstvenik
- Slavko Beravs (*1946), hokejist
- Vida Košmelj Beravs (1926—2022), zdravnica